# Glenea corporaali
Glenea corporaali là một loài bọ cánh cứng trong họ Cerambycidae.